# Pastores dabo vobis
Pastores dabo vobis, latin: "Jag skall ge er herdar", är en apostolisk uppmaning, promulgerad av påve Johannes Paulus II den 25 mars 1992. Pastores dabo vobis rör utbildningen och formeringen av präster.